# Ordem
Ordem is een plaats (freguesia) in de Portugese gemeente Lousada en telt 1294 inwoners (2001).